# Parafia św. Antoniego w Olszewce
Parafia pw. Świętego Antoniego w Olszewce – parafia rzymskokatolicka należąca do dekanatu Chorzele, diecezji łomżyńskiej, metropolii białostockiej. Erygowana w 1980. Jest prowadzona przez księży diecezjalnych.

## Historia parafii

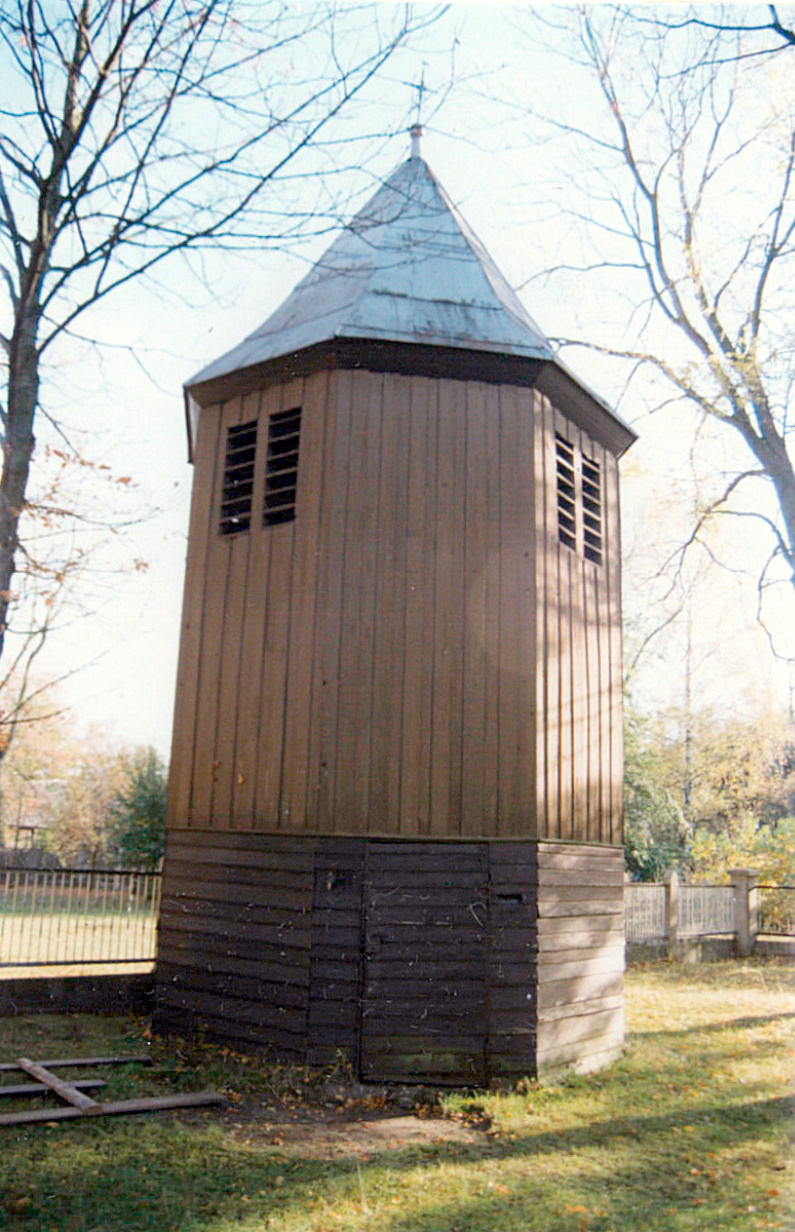
Dzwonnica (stan w 1996)

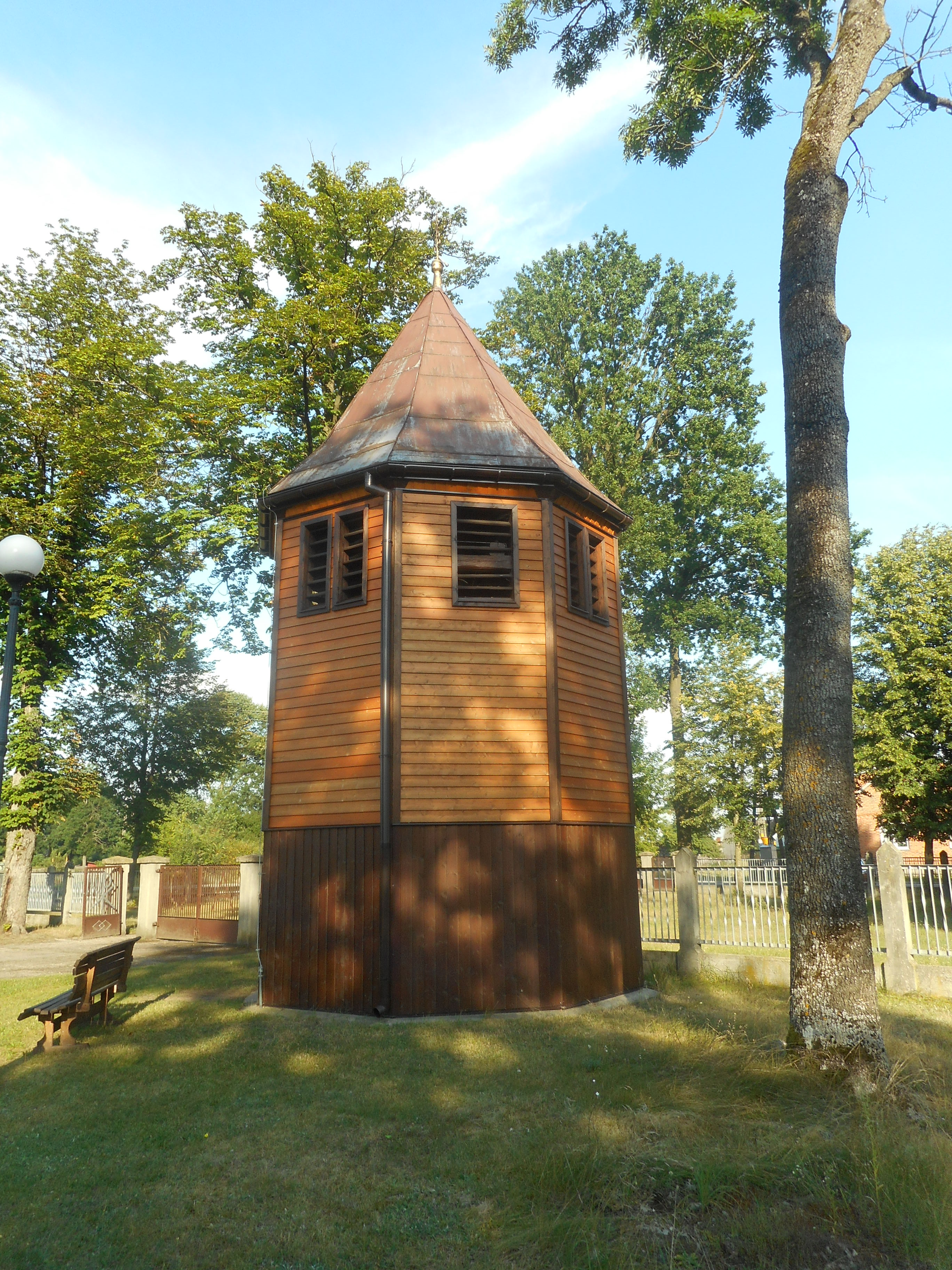
Dzwonnica (stan w 2020)

Sieć parafialna na Kurpiach Zielonych do początku XX wieku była słabo rozwinięta. Wieś Olszewka należała do parafii Chorzele. Kiedy w 1905 mieszkańcy dowiedzieli się, że drewniana świątynia z Czarni z powodu budowy tam murowanego kościoła ma być sprzedana, zgłosili chęć zakupu. Do Czarni delegację wysłała też wieś Parciaki. Podbiła cenę i sfinansowała zakup. Kościół rozłożono na części, przewieziono do Parciak i do 1912 składano. Olszewkę przyłączono do parafii w Parciakach z dniem 23 listopada 1918. Olszewiacy uczęszczali do kościoła w Chorzelach. Była to forma manifestacji oburzenia z powodu „kradzieży” kościoła przez społeczność Parciak.
W latach 1919–1921 wybudowano kościół pw. Najświętszego Serca Jezusowego. Do 1980 stanowił kaplicę w parafii Parciaki. Dojeżdżał tu ksiądz z Parciak i w wybrane niedziele odprawiał msze. W latach 30. XX wieku do parafii na wakacje przyjeżdżali pasjoniści z Przasnysza.
Parafię w Olszewce biskup płocki Bogdan Sikorski erygował 25 grudnia 1980. Wcześniej nie było to możliwe głównie z dwóch powodów: niewystarczającej liczby księży diecezjalnych oraz kontrolowania przez władze partyjno-państwowe procesu erygowania nowych parafii. W 1980 parafia dysponowała gruntem o powierzchni 15 ha.
Papież Jan Paweł II bullą Totus Tuus Poloniae Populus z 25 marca 1992 przeniósł parafię Olszewka w dekanacie przasnyskim i diecezji płockiej do dekanatu chorzelskiego w diecezji łomżyńskiej.
W roku 1976, kiedy po diecezji płockiej peregrynował obraz Matki Bożej Jasnogórskiej, zatrzymał się w Olszewce. Czuwanie odbyło się 28 stycznia 1978. Peregrynacja obrazu Jezusa Miłosiernego w Olszewce odbyła się 25 kwietnia 2008.
W parafii obchodzone są dwa odpusty: św. Antoniego, patrona parafii, i Najświętszego Serca Jezusowego jako wezwanie kościoła.

W 2004 w parafii notowano 690 wiernych, na koniec kolejnego roku 674 osoby. W 2007 w parafii (a tym samym we wsi Olszewka) było 621 mieszkańców, w 2021 było około 500.

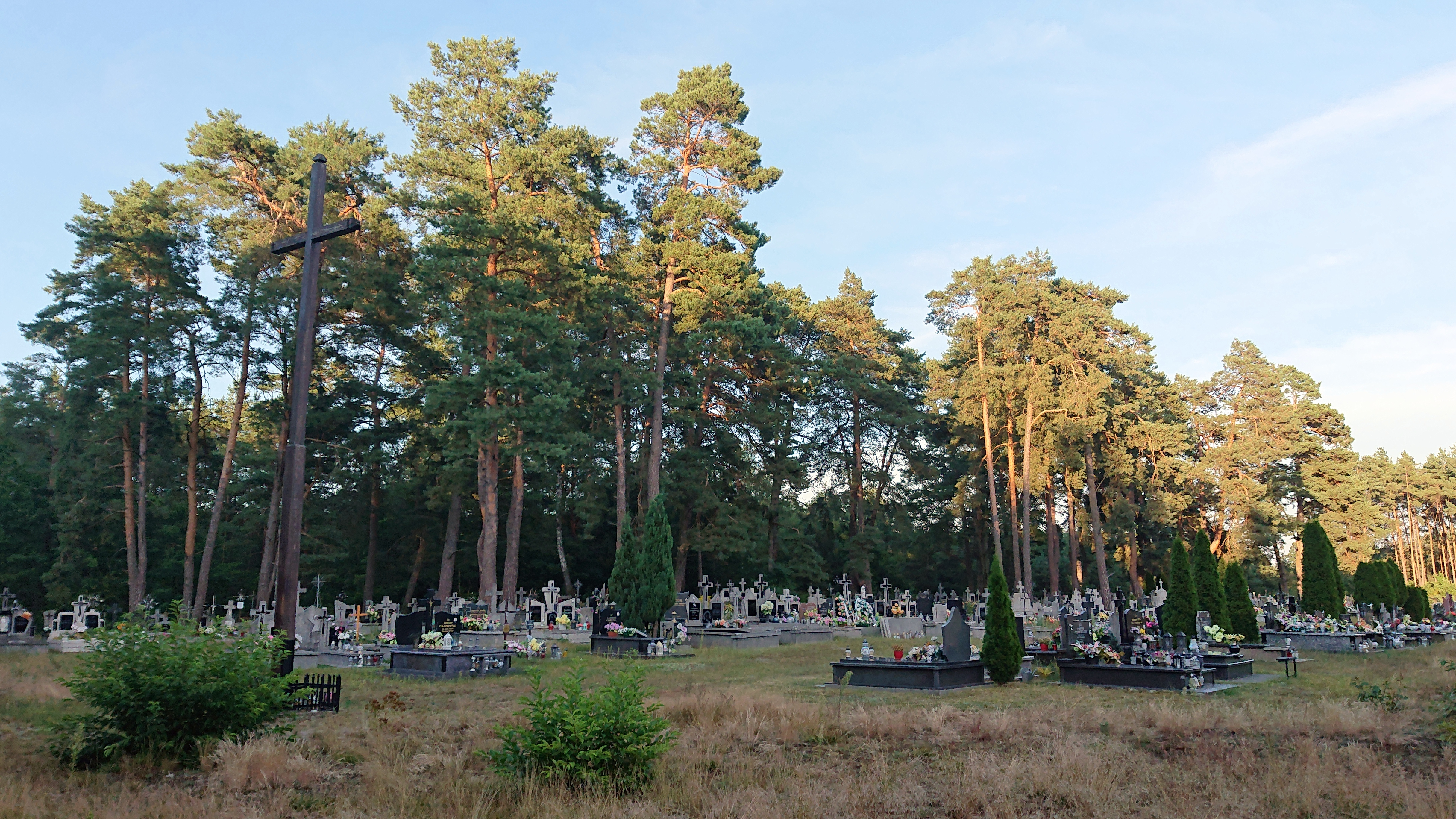
Cmentarz parafialny

W dniu jubileuszu stulecia kościoła parafialnego 31 lipca 2022 na cmentarzu przykościelnym odsłonięto wystawę plenerową zdjęć historycznych Parafia Olszewka w fotografii. Jest to inicjatywa Stowarzyszenia „Przyjaciele Ziemi Jednorożeckiej”. Wystawa jest dostępna na stronie Jednorożeckiego Archiwum Społecznego.

## Ziemia parafialna
W 1919 w Olszewce powołano komitet budowy nowej świątyni. Wystawiono ją do 1921. 31 lipca 1922 kościół konsekrował abp Antoni Julian Nowowiejski. 
Założono też cmentarz. Najstarsze nagrobki zlokalizowane są w północnej części nekropolii oraz wzdłuż głównej alei. Najstarszy nagrobek pochodzi z 1926. Cmentarz ma 1,5 ha powierzchni. Znajduje się w odległości około 0,5 km od kościoła. Obok cmentarza jest studnia.
W czasie budowy kościoła powstała też drewniana ośmioboczna dzwonnica. Ma 9,5 m wysokości. Stoi w południowej części cmentarza kościelnego. Historycy sztuki określają jej styl jako ludowy. Zbudowano ją w konstrukcji słupowej na niskiej podmurówce z betonu. Jest oszalowana deskami (do około 2 m poziomo, wyżej pionowo). Dach dzwonnicy jest namiotowy, ośmiopołaciowy. Do dzwonnicy prowadzą drewniane jednoskrzydłowe drzwi. W otworach okiennych zamieszczono drewniane żaluzje. Na szczycie dachu zamontowano metalowy krzyż. Na dzwonnicy z Olszewki wzorowana jest zbudowana w 1929 dzwonnica w Jednorożcu. W 1980 przeprowadzono remont olszewskiej dzwonnicy (malowanie, poprawa szalunku i podwalin). Na początku XXI wieku dzwonnicę, podobnie jak kościół, obłożono sidingiem, który zdjęto w 2017. 

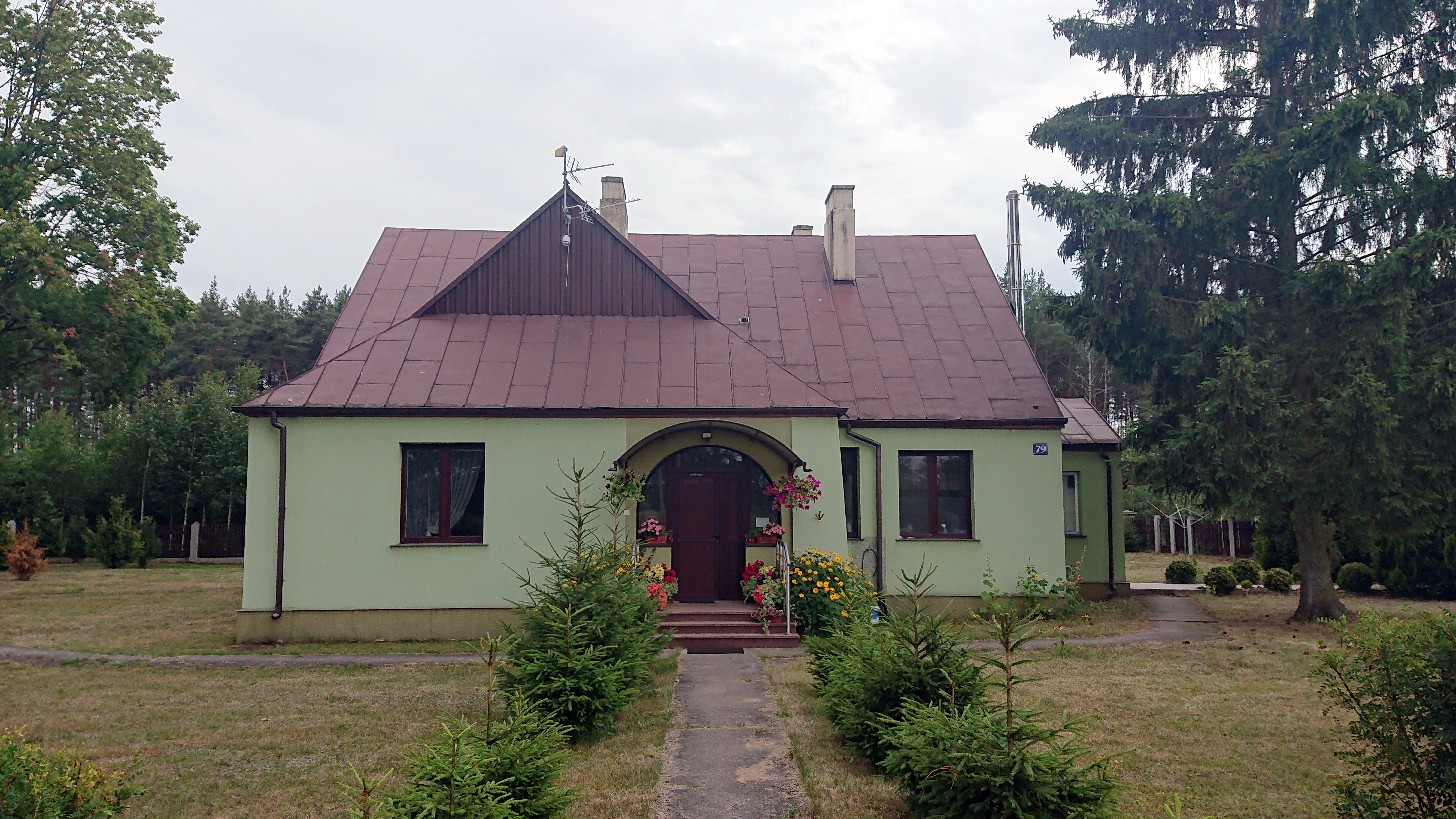
Plebania

W 1937 dzięki działaniom proboszcza z Parciak ks. Juliana Przygódzkiego w Olszewce zaczęła się budowa plebanii. II wojna światowa przerwała realizację projektu; miano go dokończyć po wojnie. Po wojnie w budynku działała szkoła. Ksiądz zamieszkał w olszewskiej plebanii dopiero 16 lipca 1959. Przed 1961, zanim wystawiono murowany budynek szkoły, lekcje odbywały się w organistówce i plebanii. W 2017 wymieniono pokrycie dachowe dawne plebanii. Współcześnie służy jako świetlica parafialna.
W 1952 jako ziemię parafialną wydzielono obszar o powierzchni 12,79 ha. Proboszcz parafii w Parciakach dzierżawił ją rolnikowi z Olszewki. W 1959 grunt przejął ks. Eugeniusz Jachna, pierwszy, który zamieszkał na stałe w Olszewce. Ksiądz uprawiał grunt parafialny, ubezpieczył kościół, plebanię i stodołę.

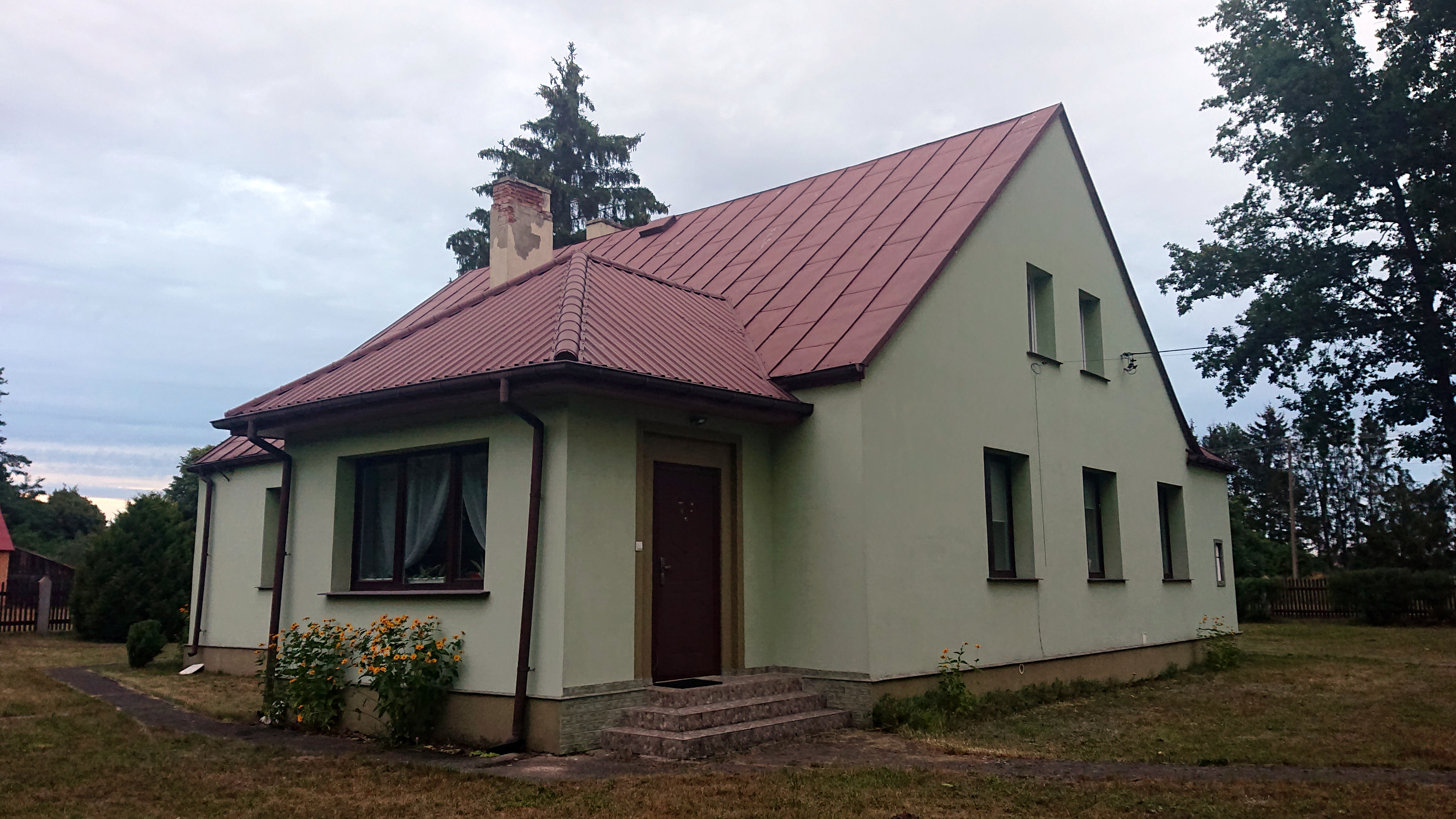
Plebania, widok od strony kancelarii

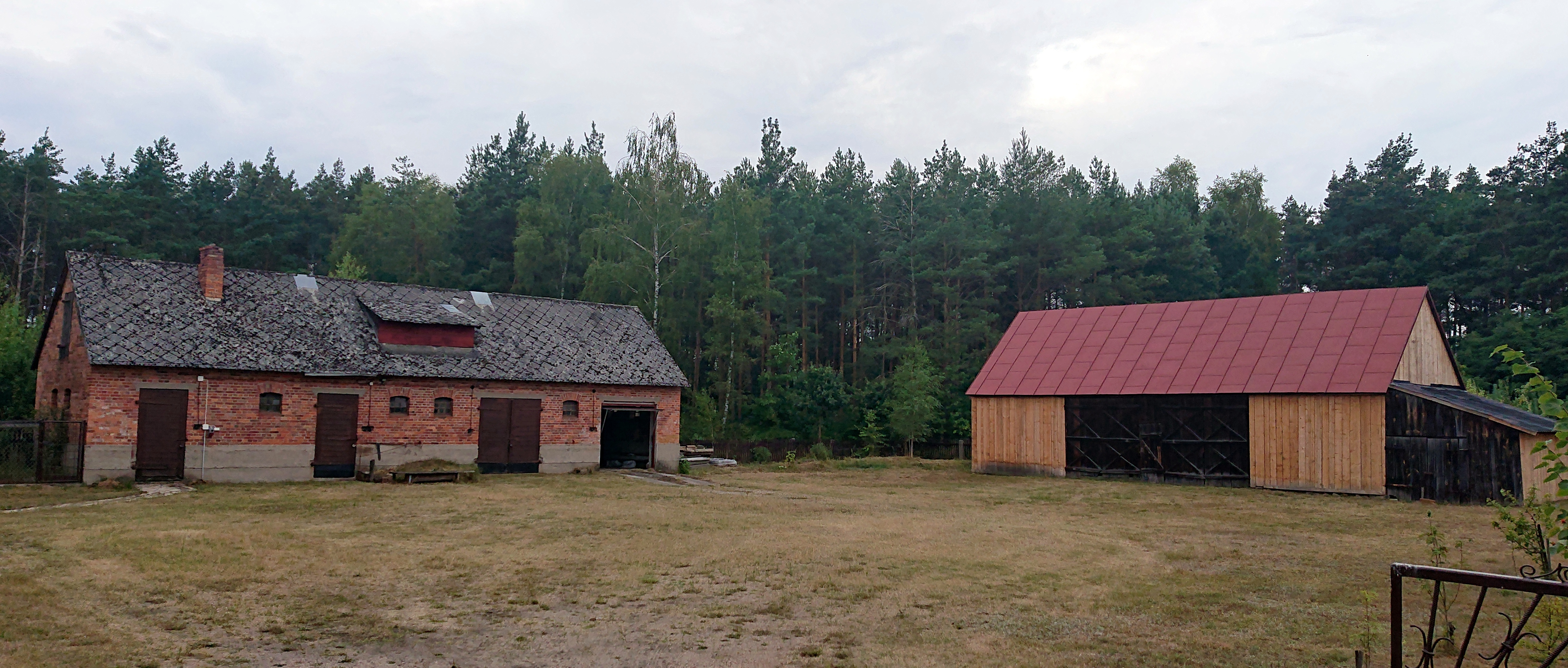
Budynki gospodarcze

W końcu lat 50. XX wieku przy kościele wystawiono grotę Matki Bożej z Lourdes. Pomysłodawcami byli księża pochodzący z Olszewki, z których większość była salezjanami. W 1961 na cmentarzu kościelnym dokonano prywatnej fundacji. Metalowy krzyż ma napis: KRZYŻA SIĘ NIE BOJĘ / KRZYŻA SIĘ NIE WSTYDZĘ / BO NA NIM BOGA / SWOJEGO WIDZĘ / * * * / ZDROWAŚ MARYA / WIECZNY ODPOCZYNEK / ZA DUSZE ZMARŁYCH / RODAKÓW / M. KUCIŃSKI / 1961 R. Fundatorem był Mateusz Kuciński, emigrant z Olszewki osiadły w USA. Obok kościoła stoi krzyż misyjny. Na ramionach wyryto napis: OTWÓRZ / CIE DRZWI / ODKUP / ICIELOWI, a na pionowej belce: Misje / Św. / 24 VI 2 VII / 1964 / XX / 6EL. Niżej zamieszczono tabliczkę upamiętniającą misje prowadzone przez franciszkanów w dniach 2–7 czerwca 2013. W 2021 przy kościele ustawiono karawakę. Inicjatywa proboszcza była podziękowaniem za to, że parafia przetrwała pandemię COVID-19. Na tabliczce zamocowanej na krzyżu zamieszczono napis: Tylko pod krzyżem, / pod tym znakiem / Polska jest Polską / a Polak Polakiem. // W roku 100-lecia wybudowania / kościoła w Olszewce / w latach pandemii / krzyż ten został postawiony / na chwałę Bogu / 1922–2022.
Przed 1980 wystawiono murowaną plebanię.
Kościół, dzwonnica, cmentarz i budynek parafialny z 1937 wpisane są do gminnej ewidencji zabytków.

## Zasięg parafii
Do parafii należą osoby mieszkające w Olszewce.

## Duchowieństwo

### Księża pochodzący z parafii
- ks. Kazimierz Parciak
- ks. Jan Majewski[3]
- ks. Mieczysław Majewski[16]
- ks. Stanisław Kuciński
- ks. Roman Chudzik[3][17].

### Księża posługujący w parafii

#### Proboszczowie parafii Parciaki dojeżdżający do Olszewki z posługą duszpasterską i katechizacją
- Józef Jankowski (1921–1926)
- Ferdynand Pajewski (1926–1931)
- Józef Fydryszewski (1931–1934)
- Julian Przygódzki (1934–1939)
- Zygmunt Tadeusiak (1939–1945)
- Jakub Zasada (1945–1947)
- Józef Wójcik (1947–1954)
- Stanisław Szczepkowski (1954–1960)[3].

#### Kapłani posługujący w Olszewce (od 1980 proboszczowie)
- Eugeniusz Jachna (1959–1962)
- Włodzimierz Kucharczyk (1962–1969)
- Stefan Nowotczyński (1969–1976)
- Feliks Ślusarczyk (1976–1994)
- Roman Ziemak (1994–2004)
- Tadeusz Kaczyński (2004–2006)
- Krzysztof Ogrodnik (2006–2007)
- Franciszek Bieńkowski (2007–2015)
- Jerzy Kaczyński (2015–2017)
- Szymon Pieńkowski (2017–2019)
- Andrzej Gromadzki (2019–2023)[3].
- Janusz Saniewski (administrator) (2023–)[1]

#### Rezydenci
- ks. Dariusz Kuligowski[1].

## Galeria

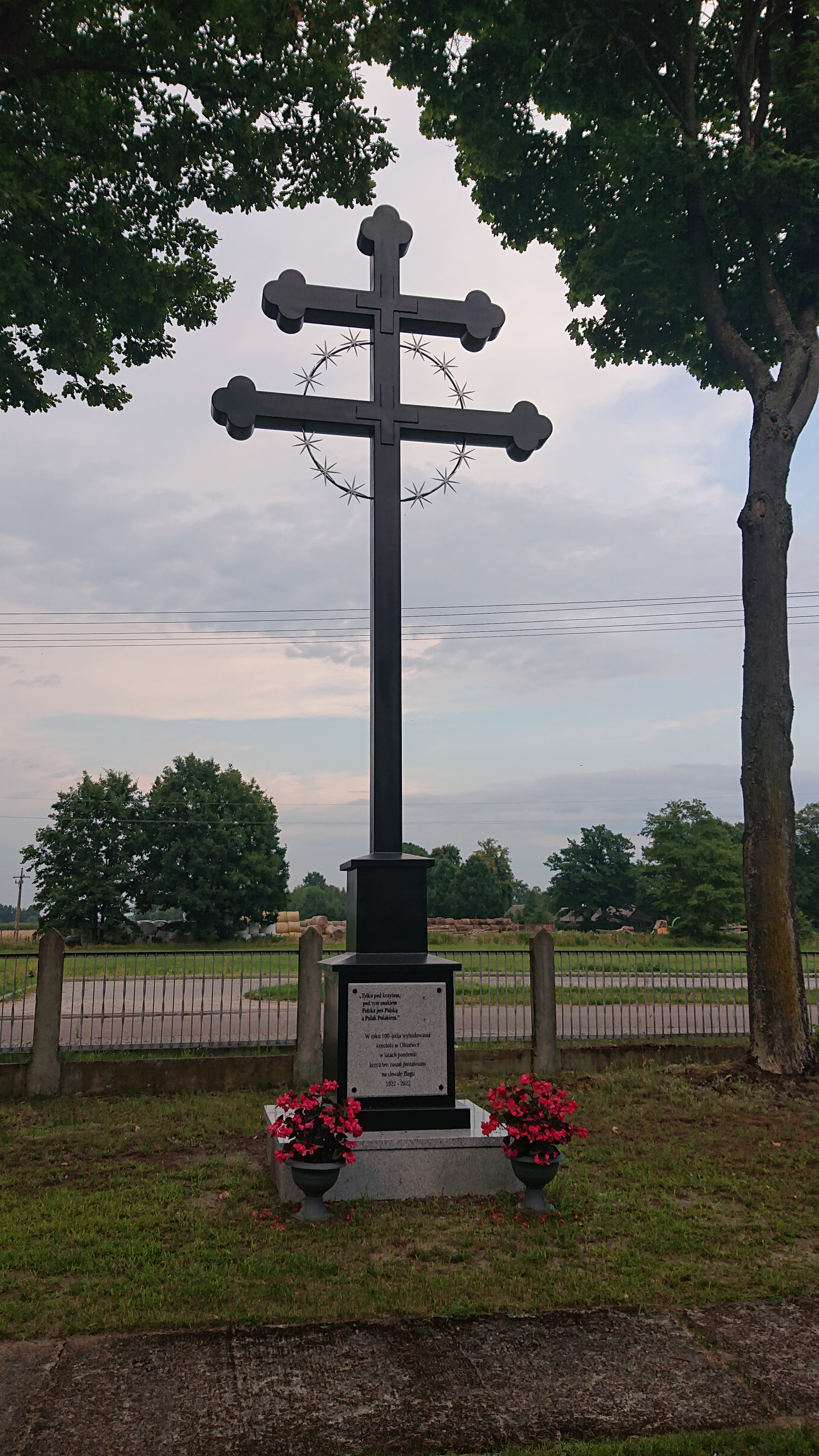
Karawaka
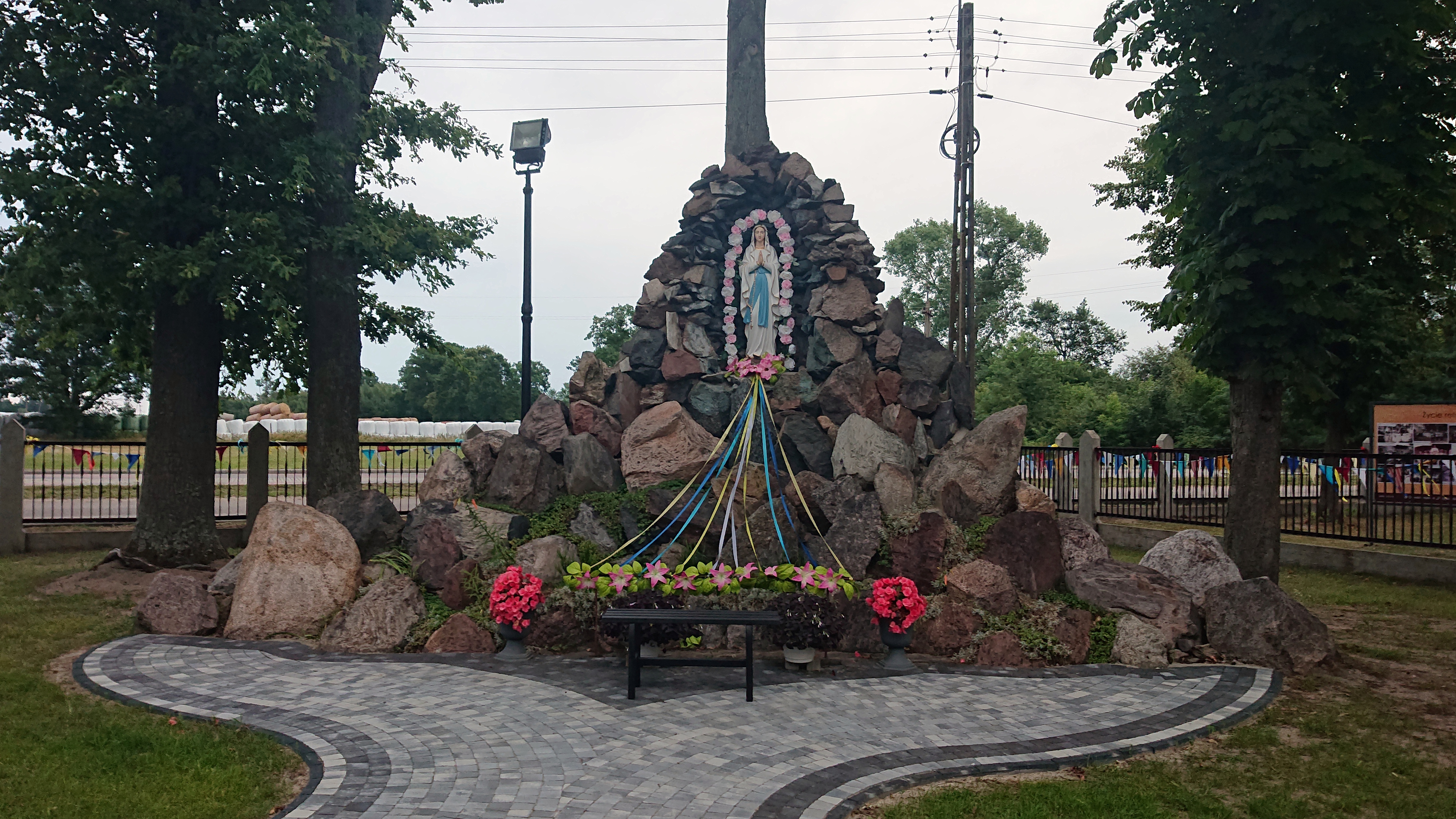
Grota maryjna po renowacji w 2022
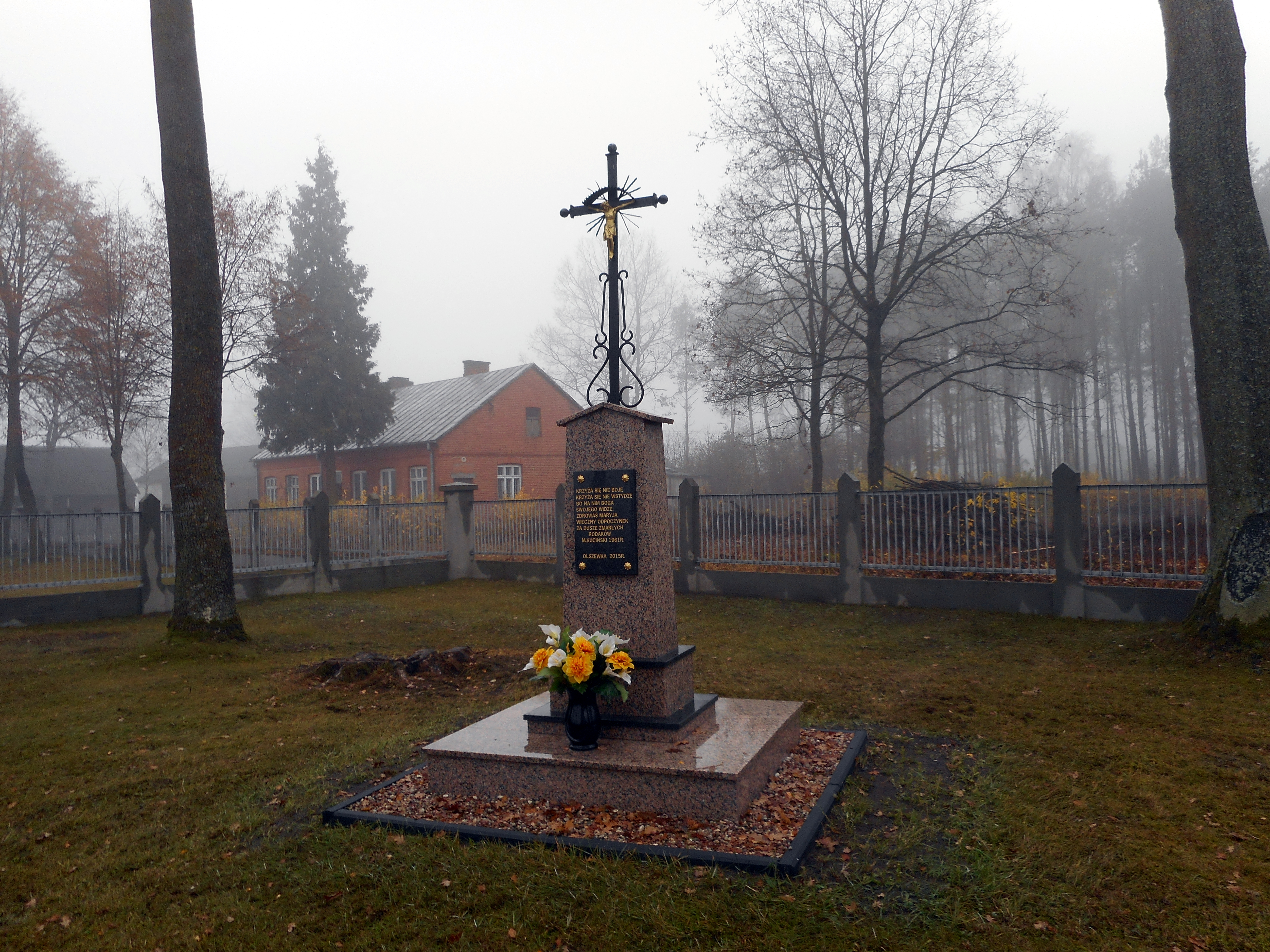
Krzyż ufundowany przez Mateusza Kucińskiego w 1961
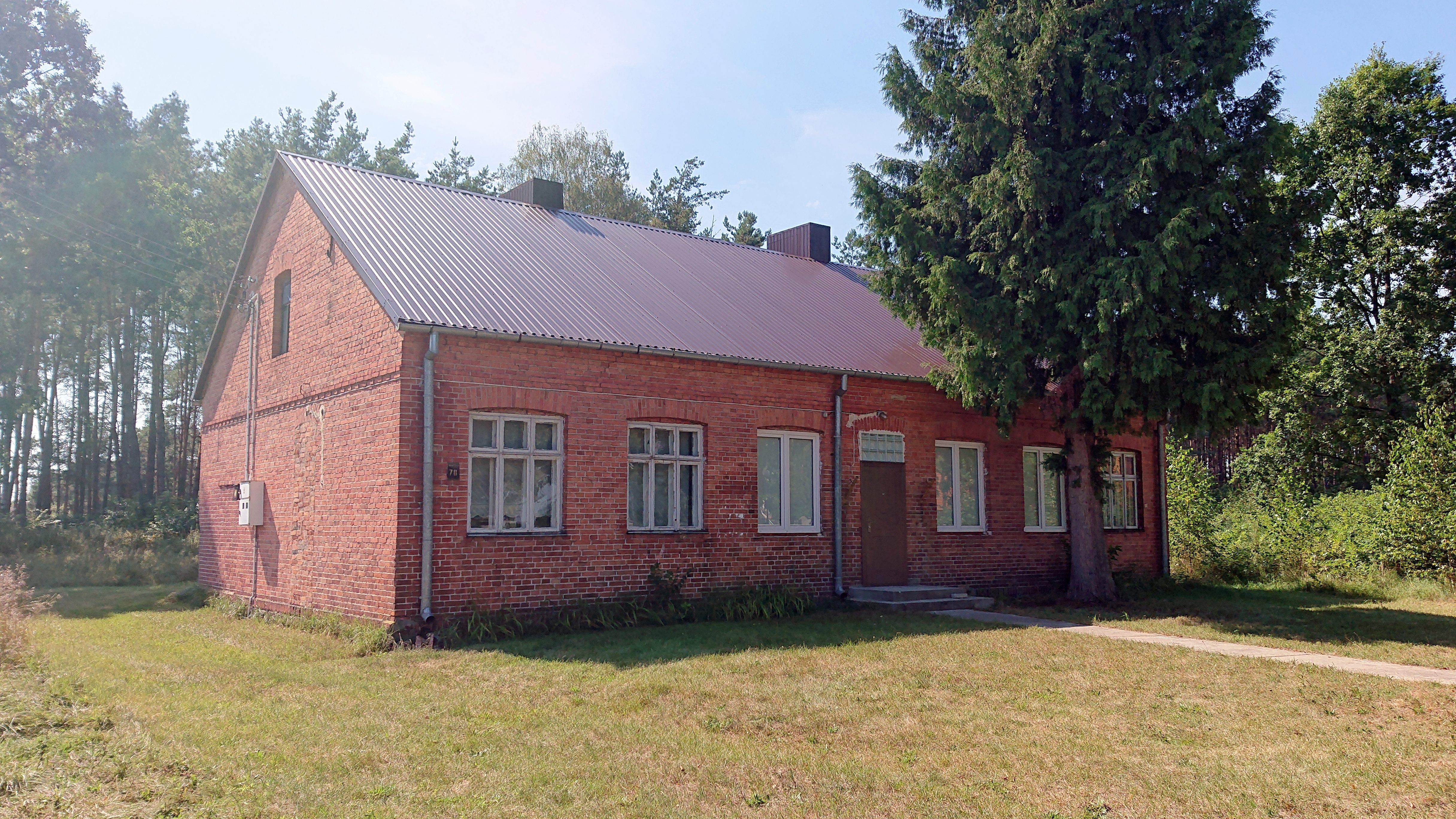
Budynek parafialny z 1937
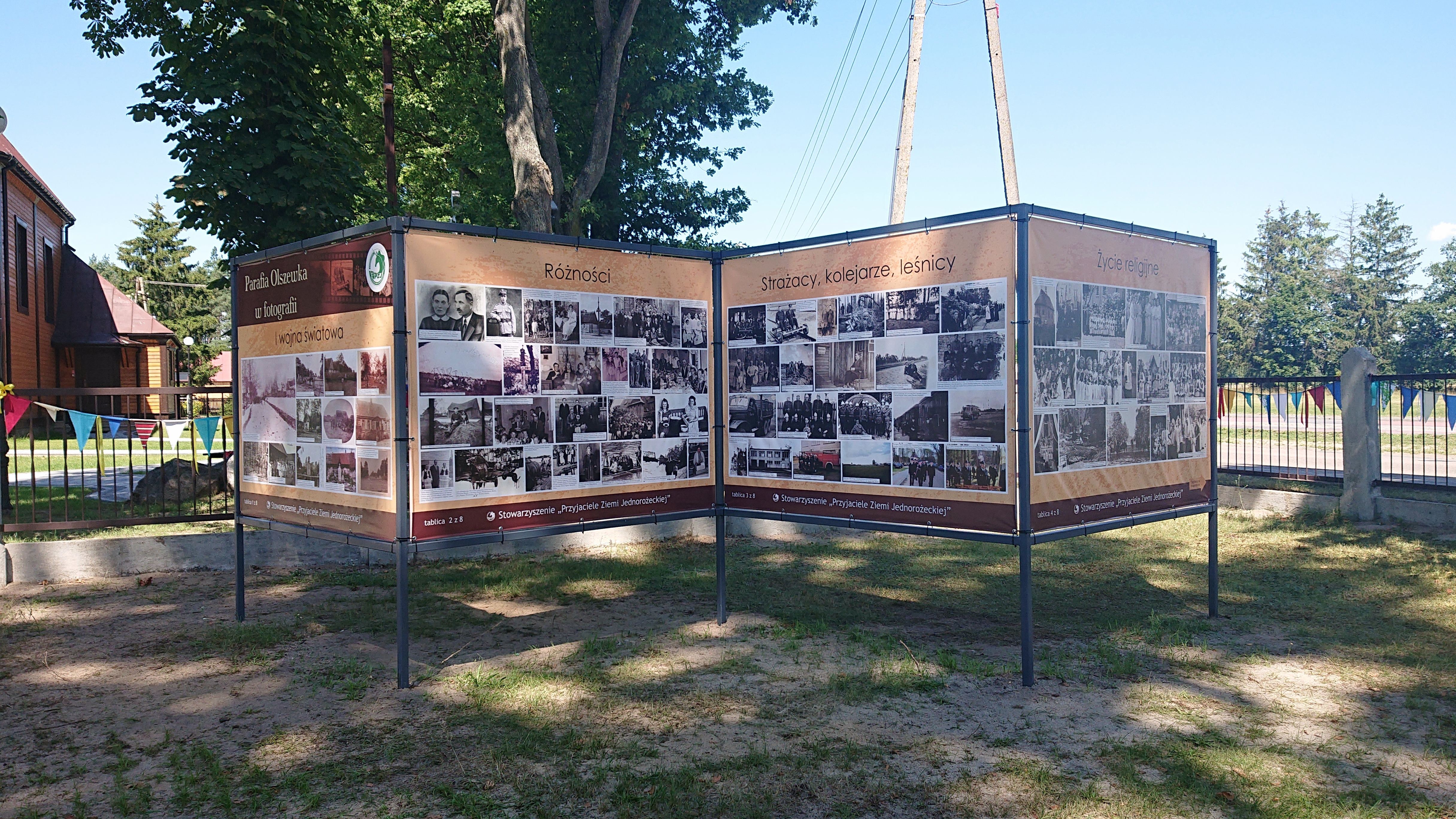
Wystawa plenerowa przygotowana przez Stowarzyszenie „Przyjaciele Ziemi Jednorożeckiej”
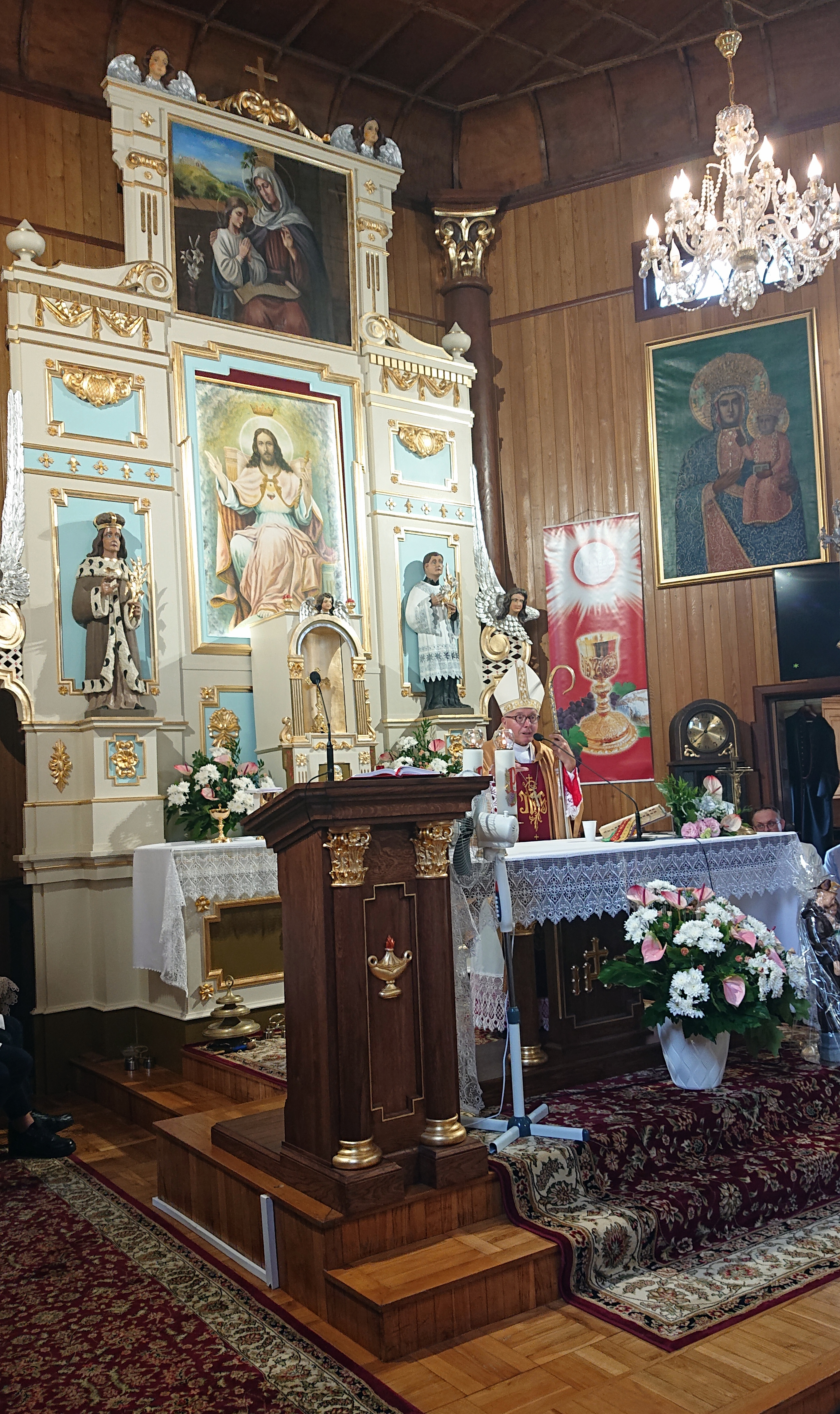
Bp łomżyński Janusz Stepnowski podczas mszy z okazji stulecia kościoła w Olszewce, 31 lipca 2022